# Культура подклёшевых погребений
Культура подклошевых (абажурных, колокольчатых) погребений (пол. Kultura grobów (pod)kloszowych, бел. Культура падклошавых пахаванняў) — археологическая культура железного века, сложившаяся около 500—400 годов до н. э. на территории современной Польши.

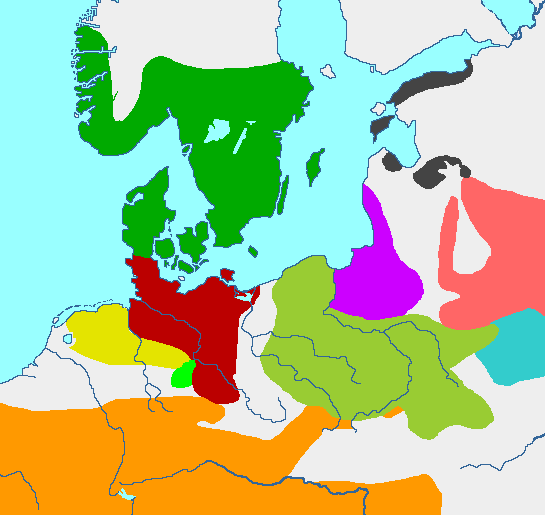
Европейские культуры рубежа раннего и среднего железного века (VII—IV в. до н. э.):
— культура Харпштедт-Нинбург
— культура домовидных урн
— латенская культура
— скандинавский бронзовый век
— ясторфская культура
— поморская культура
— эстонская и балтская группа
— культура самбийских курганов
— днепро-двинская культура
— милоградская культура

Балтийские культуры конца раннего — начала среднего железного века (600—400 гг. до н. э.):
— поморская культура
— экспансия культуры подклёшевых погребений (преемницы Поморской культуры)
— культура штрихованной керамики
— милоградская культура
— днепро-двинская культура
Культура самбийских курганов:
— группа Самбии-Натангии
— группа западной Мазурии (вероятно связанная с пре-галиндами)
— ятвяжская группа
— пре-куршская группа

## География
Сложилась на рубеже V—IV веков до н. э. на основе слияния лужицкой и поморской культур Польши в бассейне Вислы и Варнов. Ряд исследователей рассматривают её как поздний, локальный вариант поморской культуры.
Первоначальная территория культуры — бассейны среднего и верхнего течения Вислы и Варты (притока Одера) — была ограничена зоной смешения лужицкого и поморского населения. В среднелатенский период ареал культуры подклёшевых погребений расширился до среднего течения Одера на западе и до западных, окраинных регионов Волыни и Припятского Полесья на востоке. Наиболее восточными памятниками её являются могильники Млынище близ Владимира-Волынского и Дрогичин недалеко от Пинска.
Носители культуры подклёшевых погребений, продвигаясь на восток и юго-восток, проникли в Западное Полесье вплоть до реки Горыни (приток Припяти) и сыграли значительную роль в исторической ситуации на территории Польши и Белоруссии к концу I тыс. до н. э.

## Преемственность
Образована путём синтеза (инвазии) поморской культуры в восточную часть ареала лужицкой культуры. Путём экспансии на юго-восток и подчинения племен милоградской культуры участвовала в образовании зарубинецкой культуры.

## Материальная культура
Поселения этой культуры были неукреплёнными — большинство поселений насчитывали 20—40 жителей, располагались на песчаных всхолмлениях в поймах рек или же на речных террасах. Жилища в основном ареале представлены полуземлянками и наземными домами столбовой конструкции. Остатки наземного дома, состоявшего из жилой комнаты и пристройки в виде сеней были обнаружены В. Б. Никитиной на поселении Кусичи в Каменецком районе Брестской области Белоруссии. Жилище отапливалось очагом, расположенным в неглубокой яме.
Могильники бескурганные с трупосожжениями. Остатки кремации помещали в глиняные сосуды-урны или ссыпали прямо на дно могильной ямы. Часто захоронения прикрывали сверху опрокинутым вверх дном горшком-клошем, откуда и пошло название культуры. В погребениях, кроме урн, встречаются булавки, фибулы, кольца, глиняные сосуды и другие находки. На территории Белоруссии известны два могильника культуры, исследованные В. Б. Никитиной и Ю. В. Кухаренко. Так, возле Дрогичина было раскопано 5 погребений, из них 2 урновых и три ямных. Оба урновых захоронения были перекрыты в одном случае двумя мисками, во втором — миской и горшком. В могильнике у деревни Тростяницы Каменецкого района Брестской области помимо керамики были найдены бронзовая фибула раннелатенской схемы, железное кольцо и подвески из бронзы. Целый ряд могильников лужицкой культуры продолжал функционировать и во время культуры подклёшевых погребений, свидетельствуя о том, что последняя культура была прямым продолжением лужицкой. Одним из таких могильников является некрополь Варшава-Грохув, где раскопано 370 могил лужицкой культуры и свыше 20 подклёшевых захоронений.
Посуда культуры подклёшевых погребений частично продолжает поморские традиции (урны и клоши со специально ошершавленным туловом и гладким верхом, миски с ребристыми краями, амфорные сосуды), частично развивается из лужицкой (клоши яйцевидных форм, окроглубокие горшки с ушками и тому подобные). Такое же смещение наблюдается и в украшениях, в частности, в булавках.

## Этническая принадлежность
По мнению В. В. Седова, носители культуры подклёшевых погребений были самыми ранними славянами, В. П. Кобычев полагал, что это были венеды. Как считали эти исследователи, именно с культуры подклошевых погребений удается выявить элементы преемственности в развитии вплоть до достоверно славянских древностей второй половины I тысячелетия н. э.